# Karen Duve

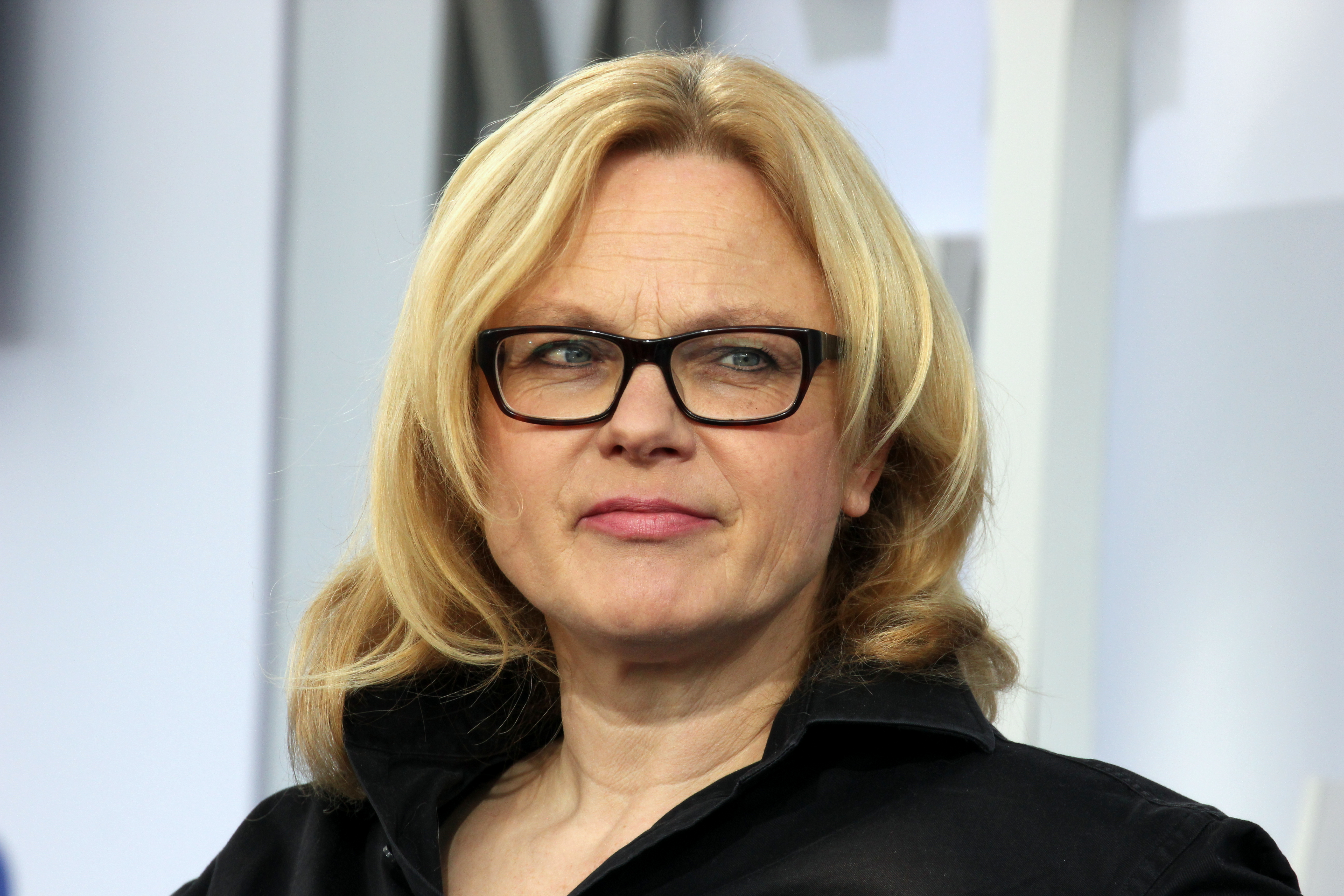
Karen Duve (2016)

Karen Duve (* 16. listopadu 1961 Hamburk) je německá spisovatelka.

## Život
Karen Duve se narodila v Hamburku jako prostřední ze tří dětí, vyrostla v části Lemsahl-Mellingstedt. V roce 1981 složila maturitu a na přání svých rodičů začala se studiem daňové inspektorky. Po jedné neúspěšné zkoušce studium roku 1983 přerušila a školu nedokončila. Pracovala jako pomocná síla v různých odvětvích, např. dělala třináct let řidičku taxi v Hamburku, což ji inspirovalo k napsání stejnojmenného románu. Nebo prováděla korektury textů pro časopis. Od roku 1996 je spisovatelkou. Od roku 2009 bydlí v Braniborsku (spolková země) ve městě Märkische Schweiz.

## Dílo
První povídku s názvem Im tiefen Schnee ein stilles Heim uveřejnila v roce 1995, stala se poté součástí povídkového souboru Keine Ahnung. V roce 1997 ve spolupráci s Judith Zaugg vydala komiks s názvem Bruno Orso fliegt ins Weltall. Ve stejném roce ve spolupráci s Thies Völkerem vznikla kniha Lexikon berühmter Tiere, o dva roky později Lexikon berühmter Pflanzen.Vom Adamsapfel zu den Peanuts. Mezi další knihy pro děti patří vyprávění o medvídku Thomasi Müllerovi: Weihnachten mit Thomas Müller z roku 2003 a pokračování z roku 2006 Thomas Müller und der Zirkusbär. Obě knihy jsou ilustrované Petrou Kolitschovou.
V roce 1997 vydala Karen Duve svůj první román s názvem Regenroman. Znamenal pro ni přelom v kariéře a stal se jedním z bestsellerů. Tento román byl adaptován do divadelní podoby a pod názvem Regenfälle se hrál v LOT-Theater v Braunschweigu a v Berlíně v Theaterdiscounter.
Svůj druhý román Dies ist kein Liebeslied vydala Duve v roce 2002. Dalším románem z roku 2005 je Die entführte Prinzessin.
V roce 2008 vydala román Taxi, ve kterém zpracovala své pracovní zkušenosti.
V knize Grrrimm z roku 2012 zpracovává Duve pět známých pohádek, které jsou převyprávěny netradičním způsobem.
V knize Anständig essen.Ein Selbstversuch se Duve zabývá dalšími možnostmi stravování a ochranou zvířat. Popisuje zkušenosti s formami stravování jako vegetariánství, veganství, frutariánství.
Zatím poslední vydaná kniha se jmenuje Macht. Duve vní popisuje jednání sociopata, který zamyká svou ženu ve sklepě. Kniha je napsána ich-formou.

### České překlady
- DUVE, Karen. Jíst slušně: přemýšlejme o tom, co jíme. 1. vyd. Praha: Dokořán, 2013. 261 s. Překlad: Světlana Kotyková. ISBN 978-80-7363-514-5.

### Ocenění
- 2017 – Der Kasseler Literaturpreis für grotesken Humor[3]